# بيتر دبليو. فاي
بيتر دبليو. فاي (بالإنجليزية: Peter Ward Fay)‏ هو مؤرخ أمريكي، ولد في 3 ديسمبر 1924، وتوفي في 18 يناير 2004.